# Liste des épisodes de L'Odyssée de Kino
Cette page liste les épisodes des séries d'animation adaptant les light novel L'Odyssée de Kino de Keiichi Sigsawa.

## Kino's Journey(2003)
| No | Titre français                                 | Titre japonais       | Titre japonais                | Date de 1re diffusion |
| No | Titre français                                 | Kanji                | Rōmaji                        | Date de 1re diffusion |
| -- | ---------------------------------------------- | -------------------- | ----------------------------- | --------------------- |
| 1  | Le Pays où l'on comprend la douleur des autres | 人の痛みがわかる国   | Hito no Itami ga Wakaru Kuni  | 8 avril 2003          |
| 2  | Une histoire culinaire                         | 人を喰った話         | Hito o Kutta Hanashi          | 15 avril 2003         |
| 3  | Le Pays de la prophétie                        | 予言の国             | Yogen no Kuni                 | 22 avril 2003         |
| 4  | Le Pays des adultes                            | 大人の国             | Otona no Kuni                 | 6 mai 2003            |
| 5  | Trois hommes sur les rails                     | レールの上の三人の男 | Rēru no ue no Sannin no Otoko | 13 mai 2003           |
| 6  | Colisée – Partie 1                             | コロシアム(前編)     | Koroshiamu (Zenpen)           | 20 mai 2003           |
| 7  | Colisée – Partie 2                             | コロシアム(後編)     | Koroshiamu (Kōhen)            | 27 mai 2003           |
| 8  | Le Pays des magiciens                          | 魔法使いの国         | Mahōtsukai no Kuni            | 3 juin 2003           |
| 9  | Le Pays des livres                             | 本の国               | Hon no Kuni                   | 10 juin 2003          |
| 10 | L’Histoire des poupées mécaniques              | 機械人形の話         | Kikai Ningyō no Hanashi       | 17 juin 2003          |
| 11 | Son odyssée                                    | 彼女の旅             | Kanojo no Tabi                | 24 juin 2003          |
| 12 | Un pays en paix                                | 平和な国             | Heiwa na Kuni                 | 1er juillet 2003      |
| 13 | Un pays accueillant                            | 優しい国             | Yasashii Kuni                 | 8 juillet 2003        |

## Kino's Journey -the Beautiful World- the Animated Series(2017)
| No | Titre français                     | Titre japonais         | Titre japonais                    | Date de 1re diffusion |
| No | Titre français                     | Kanji                  | Rōmaji                            | Date de 1re diffusion |
| -- | ---------------------------------- | ---------------------- | --------------------------------- | --------------------- |
| 1  | Le pays où l'on a le droit de tuer | 人を殺すことができる国 | Hito o korosu koto ga dekiru kuni | 6 octobre 2017        |
| 2  | Le Colisée                         | コロシアム             | Koroshiamu                        | 13 octobre 2017       |
| 3  | Le pays problématique              | 迷惑な国               | Meiwaku na kuni                   | 20 octobre 2017       |
| 4  | Le pays-navire                     | 船の国                 | Fune no kuni                      | 27 octobre 2017       |
| 5  | Le pays des menteurs               | 嘘つき達の国           | Usotsukitachi no kuni             | 3 novembre 2017       |
| 6  | Parmi les nuages                   | 雲の中で               | Kumo no naka de                   | 10 novembre 2017      |
| 7  | L'histoire d'un pays               | 歴史のある国           | Rekishi no aru kuni               | 17 novembre 2017      |
| 8  | Le pays des ondes                  | 電波の国               | Denpa no kuni                     | 24 novembre 2017      |
| 9  | Toutes sortes de pays              | いろいろな国           | Iroiro na kuni                    | 1er décembre 2017     |
| 10 | Le pays accueillant                | 優しい国               | Yasashī kuni                      | 8 décembre 2017       |
| 11 | Le pays des adultes                | 大人の国               | Otona no kuni                     | 15 décembre 2017      |
| 12 | La prairie des moutons             | 羊たちの草原           | Hitsuji-tachi no sougen           | 22 décembre 2017      |